# Le Chat et les Deux Moineaux
Le Chat et les Deux Moineaux est la deuxième fable du livre XII de Jean de La Fontaine situé dans le troisième et dernier recueil des Fables de La Fontaine, édité pour la première fois en 1693 mais daté de 1694.

## Texte de la fable

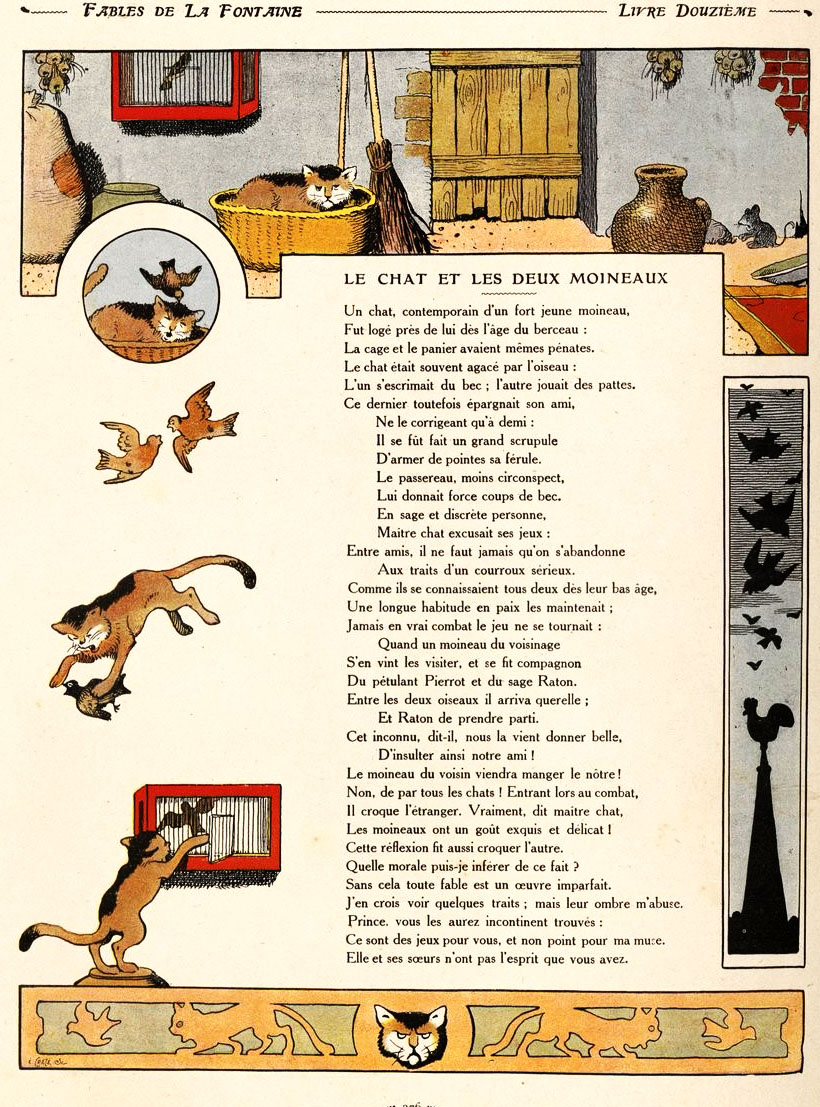
Dessin de Benjamin Rabier

Un Chat contemporain d’un fort jeune Moineau

Fut logé prés de lui dés l’âge du berceau.

La Cage et le Panier avaient mêmes Pénates.

Le Chat était souvent agacé par l’Oiseau ;

L’un s’escrimait du bec, l’autre jouait des pattes.

Ce dernier toutefois épargnait son ami.

Ne le corrigeant qu’à demi

Il se fût fait un grand scrupule

D’armer de pointes sa férule.

Le Passereau moins circonspect

Lui donnait force coups de bec ;

En sage et discrète personne

Maître Chat excusait ces jeux.

Entre amis il ne faut jamais qu’on s’abandonne

Aux traits d’un courroux sérieux.

Comme ils se connaissaient tous deux dés leur bas âge,

Une longue habitude en paix les maintenait ;

Jamais en vrai combat le jeu ne se tournait.

Quand un Moineau du voisinage

S’en vint les visiter, et se fit compagnon

Du pétulant Pierrot et du sage Raton.

Entre les deux Oiseaux il arriva querelle ;

Et Raton de prendre parti.

Cet inconnu, dit-il, nous la vient donner belle

D’insulter ainsi nôtre ami ;

Le Moineau du voisin viendra manger le nôtre ?

Non, de par tous les Chats. Entrant lors au combat,

Il croque l’étranger : Vraiment, dit maître Chat,

Les Moineaux ont un goût exquis et délicat.

Cette réflexion fit aussi croquer l’autre.

Quelle Morale puis-je inférer de ce fait ?

Sans cela toute Fable est un œuvre imparfait.

J’en crois voir quelques traits ; mais leur ombre m’abuse,

Prince, vous les aurez incontinent trouvés :

Ce sont des jeux pour vous, et non point pour ma Muse ;

Elle et ses sœurs n’ont pas l’esprit que vous avez.
— Jean de La Fontaine, Fables de La Fontaine, Le Chat et les Deux Moineaux, texte établi par Jean-Pierre Collinet, Fables, contes et nouvelles, Gallimard, « Bibliothèque de la Pléiade », 1991, p. 455